# 蓬勃暗沙
蓬勃暗沙（英語：Bombay Shoal，直译：「孟买浅滩」，直译：「亚描·山道示浅滩」，越南语：／），是位于南中国海南沙群岛的暗沙。蓬勃暗沙为直径约2公里的环礁，低潮时露出。礁湖水深约29-36米，为沙质底，无礁门。地理位置靠近菲律宾巴拉望岛，从环礁可望见岛上的山脉。目前中华人民共和国、中華民國、越南、菲律宾皆宣称对蓬勃暗沙拥有主权。

## 名称
蓬勃暗沙的英语名称为「Bombay Shoal」，源自1810年11月2日「孟买号」（Bombay）船发现此礁，因此命名为「孟买号浅滩」。
1935年，中华民国水陆地图审查委员会审定公布《中国南海各岛屿华英名对照表》，其中「Bombay Shoal」被翻译为「傍俾灘」。1947年10月，中华民国内政部公布《南海諸島新舊名稱對照表》，Bombay Shoal更名爲「蓬勃暗沙」。
1983年4月，中华人民共和国中国地名委员会公布《我国南海诸岛部分标准地名》，沿用「蓬勃暗沙」之名，旁注当地渔民习用名称「东头乙辛」。
菲律宾称为「亚描·山道示浅滩」，为纪念因抗日牺牲的菲律宾首席大法官扶西·亚描·山道示。

## 历史
1810年11月2日，「孟买号」（Bombay）船发现此礁，因此命名为「孟买号浅滩」。但实际上数日前的10月31日，「开普·帕杰号」（Cape Packet）船也已发现到这个暗礁。孟买号浅滩外观为盆状结构，中央部分是平静水域，周围环绕着破浪礁，北端和南端则有几块露出水面的岩石及干沙滩。
蓬勃暗沙為菲律賓實際控制，並建設簡單建築駐守，2011年建築物遭颱風吹襲損毀，菲律賓被迫撤走人員。5月24日中国船隻卸下一些建筑材料，筑起一些柱子，并且安置一个浮标。26日马尼拉的海军司令部命令一艘军舰前去验证，但是恶劣的天气阻碍了军舰到安塘滩的紧急部署。到了5月29日，中国船只已经不在该处，标志杆被拆除交给了菲律宾海军，浮标也不复存在。